# Otter (eiland)
Otter (Engels: Otter Island) is een klein rotseiland, even ten zuidwesten van het eiland St. Paul. Het behoort tot de Pribilofeilanden. Het eiland heeft slechts een oppervlakte van 0,6686 km². Het hoogste punt van het eiland ligt 285 meter boven de zeespiegel. Het eiland is onbewoond.